# Архиепархия Блумфонтейна
Архиепархия Блумфонтейна (лат. Archidioecesis Bloemfonteinensis) — архиепархия Римско-Католической Церкви с центром в городе Блумфонтейн, ЮАР. В митропололию Блумфонтейна входят епархии Бетлехема, Кеймус-Апингтона, Кимберли, Крунстада. Кафедральным собором архиепархии Блумфонтейна является церковь Святейшего Сердца Иисуса.

## История
11 января 1951 года Римский папа Пий XII издал буллу «Suprema Nobis», которой учредил архиепархию Блумфонтейна, выделив её апостольских викариатов Аливала (сегодня — епархия Аливал-Норта) и Кимберли в Южной Африке (сегодня — епархия Кимберли).
5 июня 2007 года была образована митрополия Претории и епархия Габороне, ранее входившая в митрополию Блумфонтейна, перешла в митрополию Претории.

## Ординарии архиепархии
- архиепископ Herman Joseph Meysing O.M.I.[1] (11.01.1951 — 1954);
- архиепископ William Patrick Whelan O.M.I. (18.07.1954 — 10.01.1966);
- архиепископ Joseph Patrick Fitzgerald O.M.I. (6.08.1966 — 24.01.1976 — назначен архиепископом Йоханнесбурга);
- архиепископ Peter Fanyana John Butelezi O.M.I. (27.04.1978 — 10.06.1997);
- архиепископ Buti Joseph Tlhagale O.M.I. (2.01.1999 — 8.04.2003 — назначен архиепископом Йоханнесбурга);
- архиепископ Jabulani Adatus Nxumalo O.M.I. (10.10.2005 — 1.04.2020, в отставке);
- архиепископ Zolile Peter Mpambani, S.C.I. (1.04.2020 — по настоящее время).

## Источник
- Annuario Pontificio, Libreria Editrice Vaticana, Città del Vaticano, 2003, стр. 958, ISBN 88-209-7422-3
- Булла Suprema Nobis Архивная копия от 3 марта 2016 на Wayback Machine, AAS 43 (1951), стр. 257  (лат.)